# Martin Atkins
Martin Clive Atkins, född 3 augusti 1959 i Coventry, West Midlands, är en brittisk trummis och studiomusiker som blivit känd främst för sitt arbete med post-punk och industrial grupper såsom Public Image Ltd., Ministry, Pigface och Killing Joke.
Atkins grundade det mindre skivbolaget Invisible Records, ämnat för att stötta artister som föredrog ett arbete med ett mer självständigt bolag.